# Jason Bernard
Jason Bernard (Chicago, 17 de maio de 1938 – Burbank, 16 de outubro de 1996) foi um ator e dublador estadunidense. Ele atuou em vários  filmes do cinema e na televisão também.
Interpretou o músico cego Tyrone Wattell no filme "Um Espírito baixou em mim", com Steve Martin e Lily Tomlin.
Interpretou o Juiz Marshall Stevens no filme O Mentiroso, estrelado por Jim Carrey. Jason morreu logo após concluir as filmagens do longa em 1996. Ele sofreu um ataque cardíaco enquanto dirigia seu carro. Quando foi lançado em 1997, O Mentiroso foi dedicado a memória de Jason Bernard.